# Mária Vadász
Mária Vadász   (Környe, 1 de gener de 1950 - Budapest, 18 d'agost de 2009), de soltera Vanya, és una ex-jugadora d'handbol hongaresa que va competir entre les dècades de 1960 i 1980.
El 1976 va prendre part en els Jocs Olímpics de Mont-real, on guanyà la medalla de bronze en la competició d'handbol. Quatre anys més tard, als Jocs de Moscou, fou quarta en la mateixa competició.
En el seu palmarès també destaquen tres medalles al Campionat del món d'handbol, de bronze el 1975 i 1978 i de plata el 1982. Durant la seva carrera esportiva jugà un total de 244 partits amb la selecció nacional.
A nivell de clubs jugà al MTK (1968-1971), Vasas SC (1971-1984) i 	EMG SK (1984-1986). Durant la seva carrera esportiva guanyà onze lligues hongareses (1972, 1973, 1974, 1975, 1976, 1977, 1978, 1979, 1980, 1982, 1984), set copes hongareses (1971, 1974, 1976, 1978, 1979, 1980, 1982) i una Copa d'Europa (1982).